# Les Errances de Julius Antoine
Les Errances de Julius Antoine est une série de bande dessinée policière française écrite par Serge Le Tendre et dessinée par Christian Rossi. Elle a été publiée dans le mensuel L'Écho des savanes entre 1985 et 1989 et recueillie en album aux mêmes dates par Albin Michel.

## Publications

### Périodiques
- Les Errances de Julius Antoine, dans L'Écho des savanes[2] :

1. Léa, 1985.
2. La Maison, 1986-1987.
3. Le Sujet, 1989.

### Albums
- Les Errances de Julius Antoine, Albin Michel, coll. « L'Écho des savanes » :

1. Léa, 1985  (ISBN 2-226-02288-0).
2. La Maison[3], 1987  (ISBN 2-226-02735-1).
3. Le Sujet, 1989  (ISBN 2-226-03724-1).

- Les Errances de Julius Antoine, Drugstore, 2009  (ISBN 978-2-356-26094-9). Édition intégrale.